# Puy-d’Arnac
Puy-d’Arnac – miejscowość i gmina we Francji, w regionie Nowa Akwitania, w departamencie Corrèze.
Według danych na rok 1990 gminę zamieszkiwało 300 osób, a gęstość zaludnienia wynosiła 24 osoby/km² (wśród 747 gmin Limousin Puy-d’Arnac plasuje się na 355. miejscu pod względem liczby ludności, natomiast pod względem powierzchni na miejscu 504.).